# Wiązanie delta
Wiązanie δ – wiązanie chemiczne powstałe w wyniku nakładania bocznego orbitali atomowych d. Kształt tego wiązania wyznacza orbital molekularny δ, o takiej samej symetrii jak orbital atomowy d. Wiązania delta są najczęściej spotykane w związkach metaloorganicznych. Niektóre związki rutenu i molibdenu zawierają wiązanie poczwórne między atomami metalu o strukturze σ2π4δ2.

Schemat powstawania wiążącego orbitalu δ
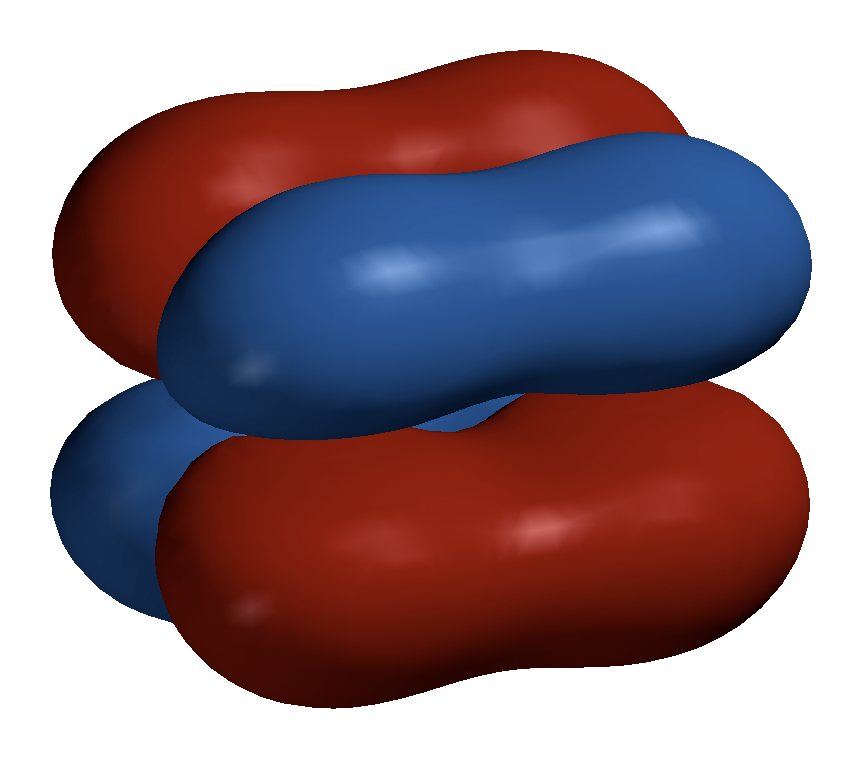
Trójwymiarowy model orbitalu delta w cząsteczce Mo2